# Marksuhl
Marksuhl là một đô thị trong huyện Wartburg ở bang Thüringen, Đức. Đô thị này có diện tích 64,98 km².